# Селибка (Угранский район)
Селибка — Деревня в Угранском районе Смоленской области России. Входит в состав Захарьевского сельского поселения. 
Население — 0 жителей (2007 год). 
Расположена в юго-восточной части области в 38 км к юго-западу от Угры, в 23 км западнее автодороги Знаменка-Спас-Деменск, на берегу реки Угра. В 39 км восточнее от деревни находится железнодорожная станция Вертехово на линии Торжок-Брянск. 

## История
В годы Великой Отечественной войны деревня была оккупирована гитлеровскими войсками в октябре 1941 года, освобождена в марте 1943 года.